# EYE Film Instituut Nederland

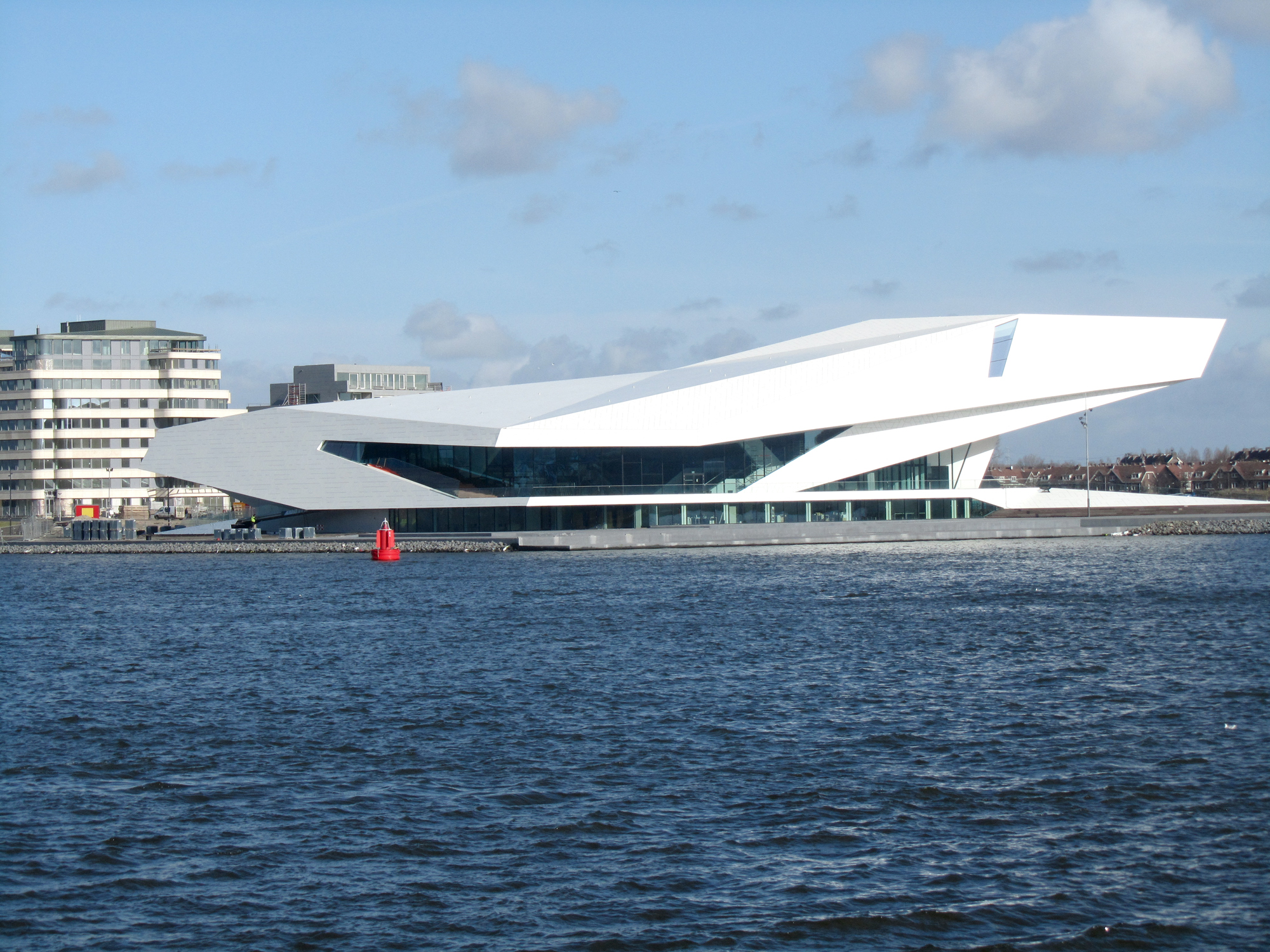
L'EYE Film Institute Netherlands (Istituto Olandese per la Cinematografia) ad Amsterdam-Noord, sulla sponda nord del lago IJ

L’EYE Film Institute Netherlands è la principale istituzione culturale olandese dedicata alla cinematografia, con sede ad Amsterdam.  La sua sede espositiva si trova di fronte alla Stazione Centrale, sulla sponda nord dell'IJ, nel quartiere Overhoeks (Amsterdam Nord). L'edificio dal taglio moderno ed inusuale, inaugurato dalla Regina d'Olanda nell'aprile del 2012, è stato progettato dagli architetti austriaci Roman Delugan ed Elke Delugan-Meissl, e comprende quattro sale cinematografiche e uno spazio espositivo di 1.200 m². Al suo interno si svolgono anche attività didattiche e workshop dedicati al cinema, e sono presenti un negozio e un bar-ristorante con terrazza. In prossimità della sede espositiva c'è anche l'Eye Collection Center, dove vengono svolte attività nel campo della conservazione, ricerca e restauro cinematografico, e dove sono presenti l'archivio delle collezioni filmiche e non filmiche dell'Eye e la biblioteca.
Le sale cinematografiche dell'EYE fanno parte del circuito Cineville.

## Raccolta e programmi
L'EYE è nato nel 2010 dalla fusione tra il Nederlands Film Museum (NFM), Holland Film, la Film Bank e il Nederlands Instituut voor Filmeducatie (Istituto Olandese per l'Educazione al Film). L'obiettivo principale di EYE sarebbe, in teoria, la conservazione del patrimonio cinematografico per le generazioni future, sia di film olandesi sia di film stranieri proiettati nei Paesi Bassi. La collezione di film in pellicola dell'EYE, e la competenza tecnica dei suoi conservatori e restauratori nel campo del restauro sono di fama internazionale. Ma l'EYE si occupa principalmente di mostrare film contemporanei e promuovere il nuovo cinema prodotto nei Paesi Bassi ai principali festival internazionali, dimenticando spesso la sua vocazione archivistica.
L'EYE ospita la più grande cineteca nei Paesi Bassi. La collezione dell'Istituto è costituita da 37.000 film, 500.000 foto, 41.500 manifesti e sceneggiature, collezioni di materiali privati appartenuti a registi e migliaia di oggetti correlati al cinema. La collezione, che spazia dal cinema muto della fine del XIX secolo alle produzioni contemporanee, alla quale vengono aggiunti regolarmente molti titoli olandesi ma anche stranieri, viene regolarmente ignorata dai programmatori cinematografici dell'EYE e dai curatori delle mostre presentate al Museo. 
L'unica eccezione, quasi a confermare la regola, è stata una mostra dedicata alla imponente Collezione Desmet, che è stata inserita nel 2011 nella lista UNESCO della Memoria del Mondo (anche noto come Patrimonio dell'Umanità per i documenti).

## Storia

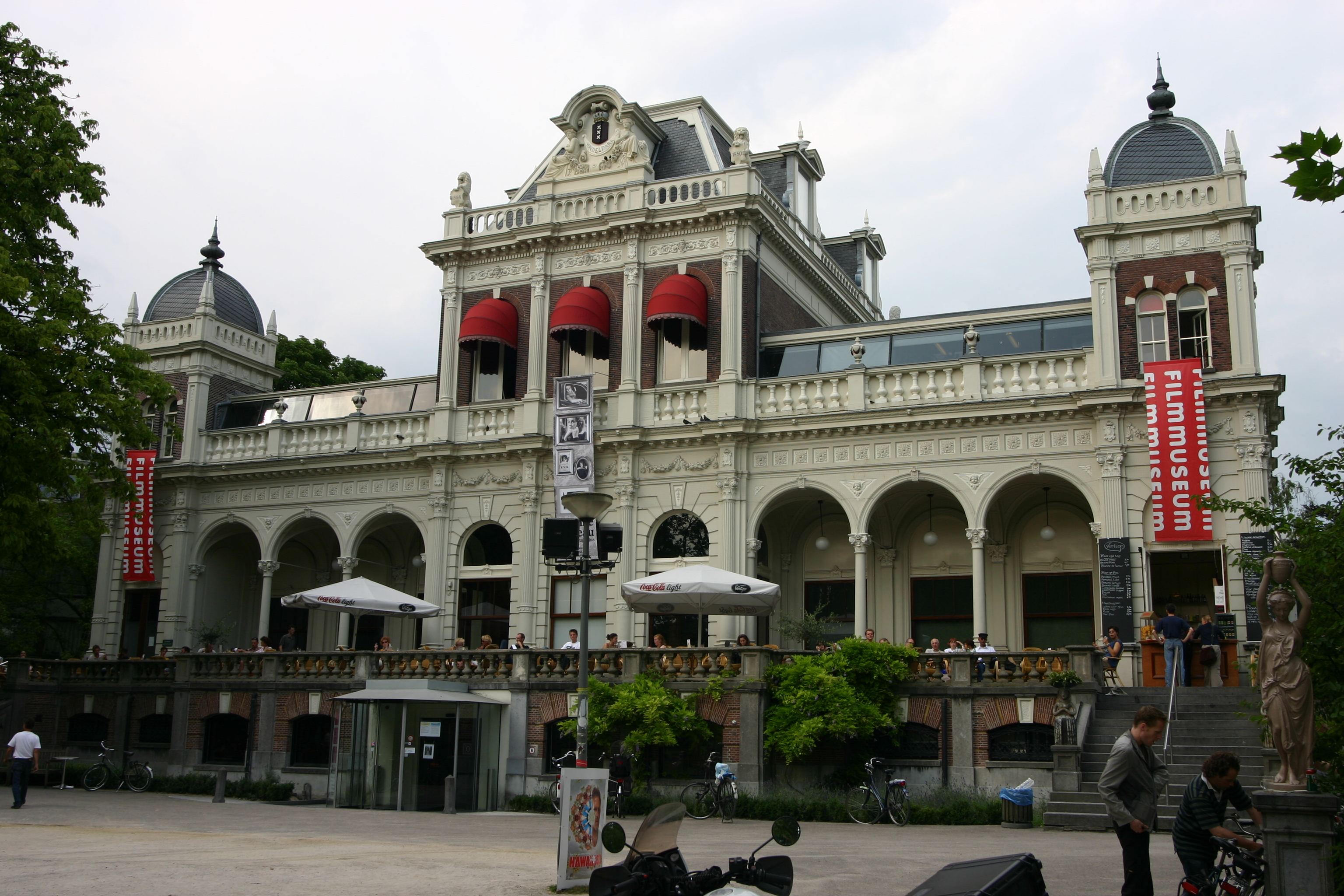
Il Vondelparkpaviljoen, sede del Museo del Cinema dal 1975 al 2012.

L'Archivio Storico del Film è stato fondato nel 1946 dagli amministratori del Kriterion Piet Meerburg, Paul Kijzer, David van Staveren e Felix Halverstad. L'obiettivo era quello di salvaguardare l'archivio dal 1920 del De Nederlandsche Filmliga. Questi furono collocati in una stanza del Kriterion. Dal 1947 l'archivio ebbe un proprio direttore, Jan de Vaal, che rapidamente cominciò ad ampliare la collezione. Dal 1952 le proiezioni sono state date allo Stedelijk Museum. In quell'anno il nome fu cambiato in Nederlands Filmmuseum. Dal 1975 all'inizio del 2012 il museo è stato ubicato nel Vondelparkpaviljoen, dove hanno avuto luogo anche gli spettacoli. Il padiglione è stato completamente ricostruito sotto il nuovo direttore Hoos Blotkamp alla fine degli anni Ottanta, dove una delle sale venne arredata con gli interni del Cinema Parisien. Le altre ripartizioni del museo, come ad esempio l'archiviazione di film e di conservazione, erano distribuite su diverse località in Olanda, dove questioni logistiche erano quasi costantemente all'ordine del giorno.
Quando nel 1999 il comune di Amsterdam triplicò l'affitto del Vondelpark Pavilion, l'allora direttore Hoos Blotkamp stilò un piano ambizioso per trasferire il FIlmmuseum, assieme ad altre istituzioni affini, all'interno di un "museo della cultura dell'immagine" da progettare a Rotterdam sul Kop van Zuid. Vista l'indignazione dell'amministrazione di Amsterdam, il progetto fu annullato e Blotkamp si dimise. Nel 2004 si decise, fra tre progetti diversi, di dare una nuova collocazione al Filmmuseum sulla riva nord del IJ. La costruzione del nuovo edificio iniziò nel 2008 e si concluse in circa quattro anni.